# 埃兹拉·康奈尔
埃兹拉·康奈尔（英語：Ezra Cornell，1807年1月11日—1874年12月9日）是美国企业家。

## 生平
1807年生于纽约州威斯特县，后来移居伊萨卡，并在那里当上一个磨坊经理。他跟塞缪尔·摩尔斯合伙，创立西联汇款，靠电报生意发迹。跟摩尔斯合伙后，康奈尔监督架设电报电缆，从中获利。是共和党在纽约州参、众两院的议员。毕生热爱科学及农业，跟同为参议员的安德鲁·迪克森·怀特于1865年共同创立康奈尔大学。他亦捐出康奈尔图书馆作伊萨卡市民的公共图书馆。进军铁路生意，但由于1873年的经济恐慌，发展不如人意。他在伊萨卡逝世，葬于康奈尔校园内Sage Chapel。

## 家庭
他的长子，阿隆佐·康奈尔后来成为纽约州州长。